# 巴沙通
巴沙·通（1599年—1656年8月8日）是暹羅（泰國）阿瑜陀耶王國國王，1629年至1656年在位。他也是該王國巴沙通王朝的開創者。
巴沙通早年生平不詳，按照泰國傳統的說法認為他是厄伽陀沙律的私生子，但耶雷米亚斯·范弗利特留下的文獻指出他是頌曇王舅舅握雅西探瑪提拉（ Okya Sithammathirat）的兒子。他出生於納黎萱在位期間，是頌曇的侍從。18歲的時候，他在御耕節的儀式上喧嘩，被投入監獄，後來納黎萱的王后Chao Khruamanichan求情，方才將他監禁五個月後釋放。
頌曇王在位期間，巴沙通作為國王的表兄，具有很大的影響力，而且他也強烈地覬覦王位。他反對副王西绍拉，在頌曇王去世前，巴沙通說服頌曇將王位傳給了切塔提拉而不是西紹拉。1628年切塔提拉繼位後，在巴沙通的教唆下，對西紹拉的支持者進行大規模清洗，首相和國防大臣亦遭清算。巴沙通繼任國防大臣，被授予頭銜握雅甲叻洪素里亞旺（ Okya Kalahom Suriyawong）。巴沙通獲得了日本僑民首領山田長政的支持，後者被朝廷授予「握雅社那披穆」（Okya Senaphimok）的頭銜。
西紹拉出家為僧，以逃避被清算的風險。巴沙通將他騙回首都，身穿王室裝束的西紹拉立即被捕，流放到碧差汶府，被投入一口井中等著被餓死。然而他被當地的僧侶救了出來，以另一具屍體來替代了他。西紹拉在碧差汶舉兵反叛，巴沙通派遣握雅甘亨（Okya Kamhaeng）和山田長政率領日本雇傭軍進行討伐，將其擊潰並帶回阿瑜陀耶城殺害。
這次叛亂被平定後，巴沙通完全掌控了朝廷。1629年，其父握雅西探瑪提拉去世時，巴沙通使用了王室才能擁有的葬禮，令切塔提拉十分憤怒，準備懲罰他。巴沙通聞訊後先發制人攻打王宮，切塔提拉出逃但被擒獲處決。巴沙通擁立切塔提拉的弟弟阿滴耶旺為傀儡國王，自己則擔任攝政。
巴沙通希望奪取王位，便削除握雅甘亨和山田長政這兩位先前盟友的影響力。他先是以叛國罪將握雅甘亨處決，隨後將山田長政調往南方防禦六昆（即那空是贪玛叻王国，在今那空是貪瑪叻府一帶）。在山田長政離開阿瑜陀耶城後不久，巴沙通便廢除並殺害了阿滴耶旺，自己加冕成為暹羅國王。隨後他派人毒殺了山田長政，並將中阿瑜陀耶的日本人驅逐。
巴沙通是一個強勢而果斷的君主，他頒佈了許多刑法，並且曾親自處決犯人。在其統治時期，暹羅成為歐洲商人的主要貿易中心。或許是因為海上貿易利潤的驅使，巴沙通對控制半島南方的城鎮很感興趣，而在此同時，阿瑜陀耶王國喪失了對北方小邦（如蘭納等國）的控制。死後，由其子昭發猜繼位。
| 前任： 阿滴耶旺 | 暹羅國王 | 继任： 昭發猜 |